# Singer Vinger
Singer Vinger es una banda de rock progresivo y punk rock de Estonia formada en 1986. Previamente, la banda pasó por diversas denominaciones, entre las que se encuentran Pära Trust (1979-83), Turist (1983-84) y Aken, entre otros; el nombre de Singer Vinger fue seleccionado por las autoridades, dado que Turist se consideraba inapropiado por el Ministerio de Cultura del gobierno soviético. Su líder, compositor y cantante es y ha sido a lo largo de las diversas denominaciones Hardi Volmer.
En 2012 publicaron Suu laulab, süda läigib bajo el sello Hitivabrik, que incluyeron los exitosos sencillos Noored on hukas y Turistina sündinud.

## Miembros
- Hardi Volmer – voces.
- Roald Jürlau – guitarra, cores.
- Mihkel Raud – guitarra.
- Rein Joasoo – percusións.
- Avo Ulvik – teclados.
- Jaanus Raudkats– bajo.

### Pära Trust
- Jaak Arro (Jekabs) – voces.
- Veljo Vingissaar (Vink) – guitarra.
- Jüri Kermik – bajo.
- Hardi Volmer – percusión.

### Turist
- Hardi Volmer – voces
- Veljo Vingissaar – voces, guitarra.
- Eerik Olle – bajo.
- Roald Jürlau (Jürilaud) – guitarra.
- Avo Ulvik (Ulvaeus) – teclados.
- Andrus Kerstenbeck (Kersta) – percusión.
- Villu Veski – teclados, saxo

## Álbumes
- Singer Vinger (1988).
- Jää jumalaga puberteet (1989).
- Reanimatsioon (1995).
- Amneesia (1996).
- Ära jahtu! (1997).
- Troinoi (2000).
- Ärq ei lääq (2003).
- Eesti Kullafond: Singer Vinger (2005).
- 20 aastat singumist ja vingumist  (2006).
- Turistina sündinud (sencillo) (2011).
- Suu laulab, süda läigib (2012).